# Wielbłąd (Góra Zborów)

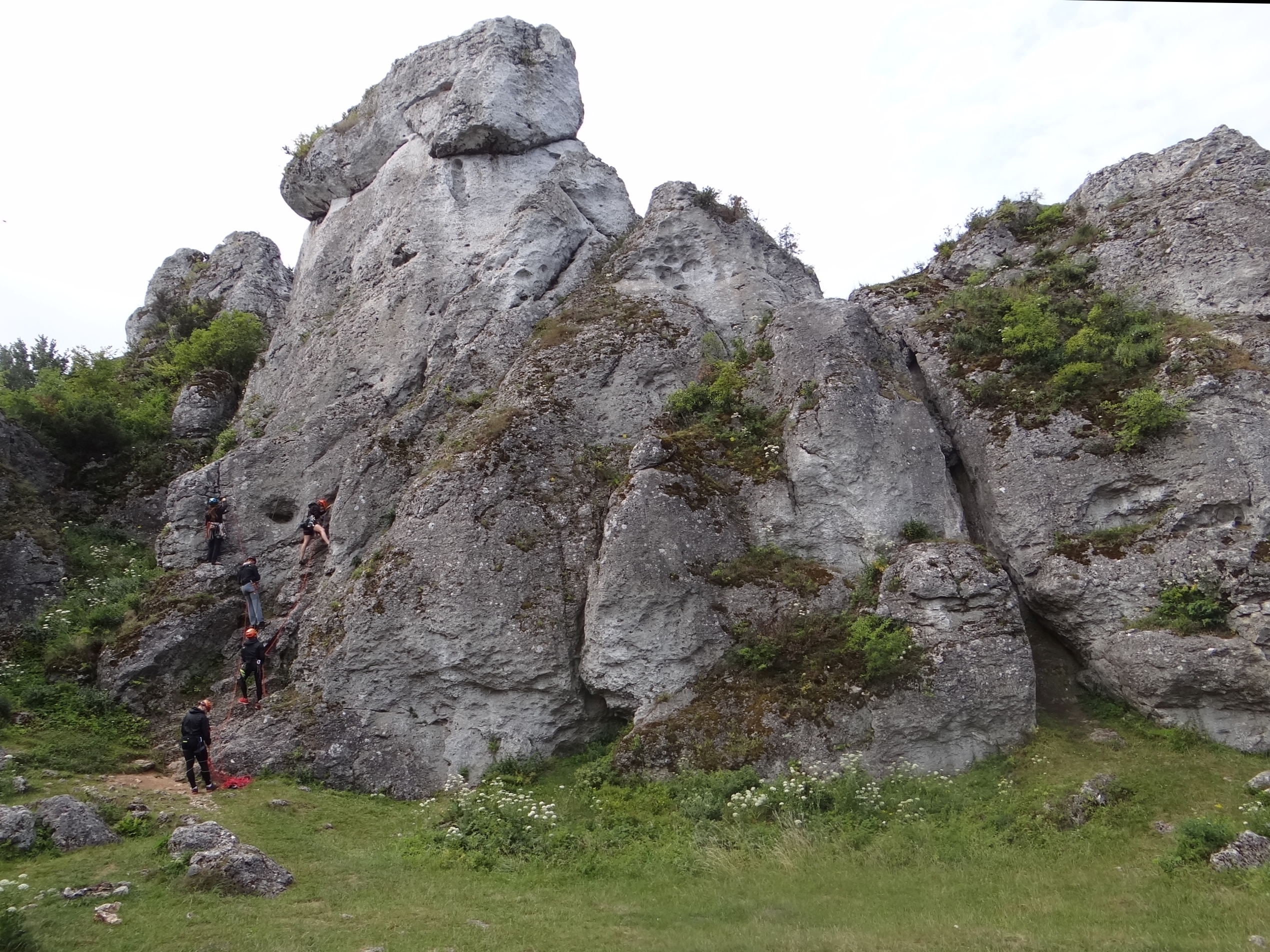

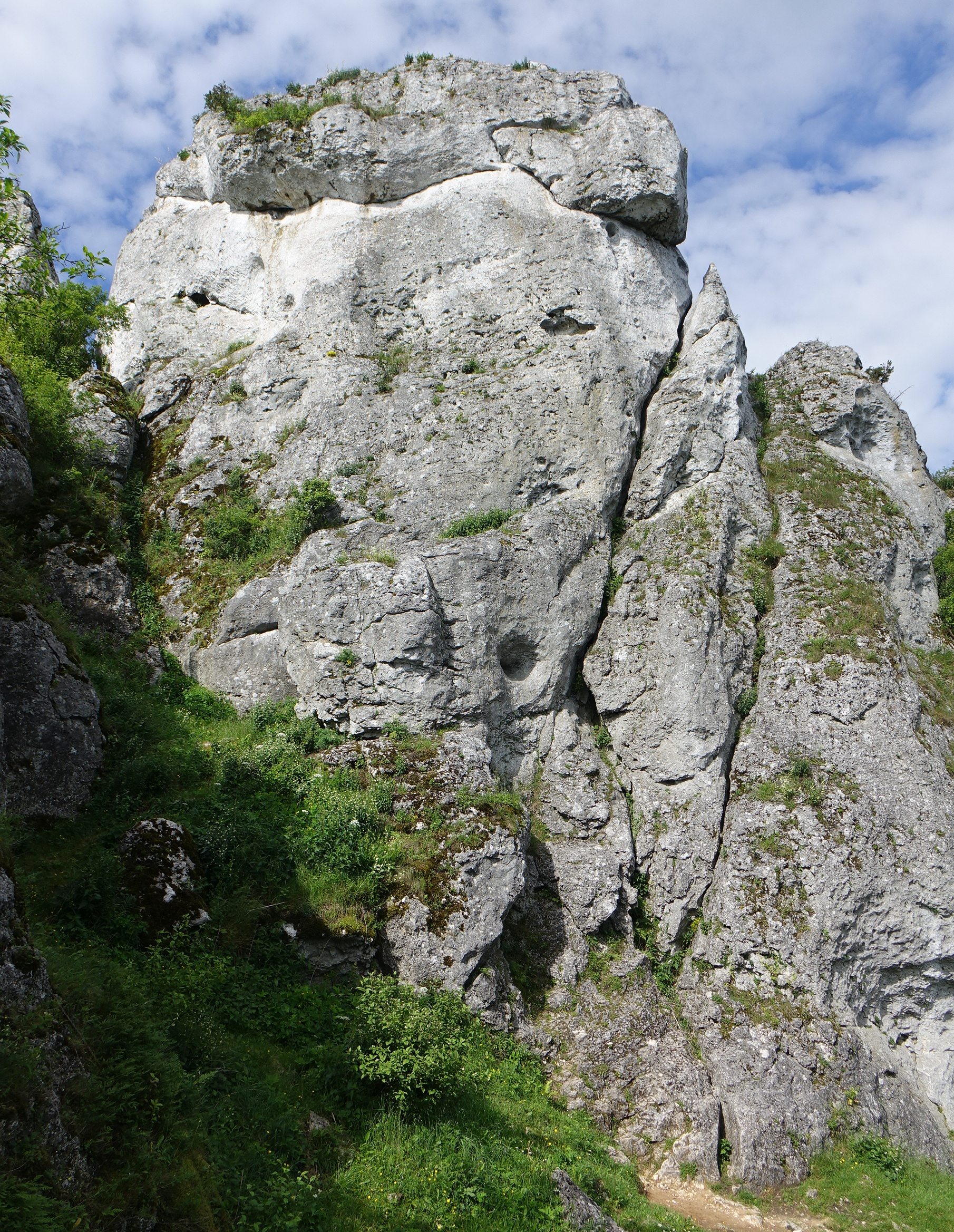

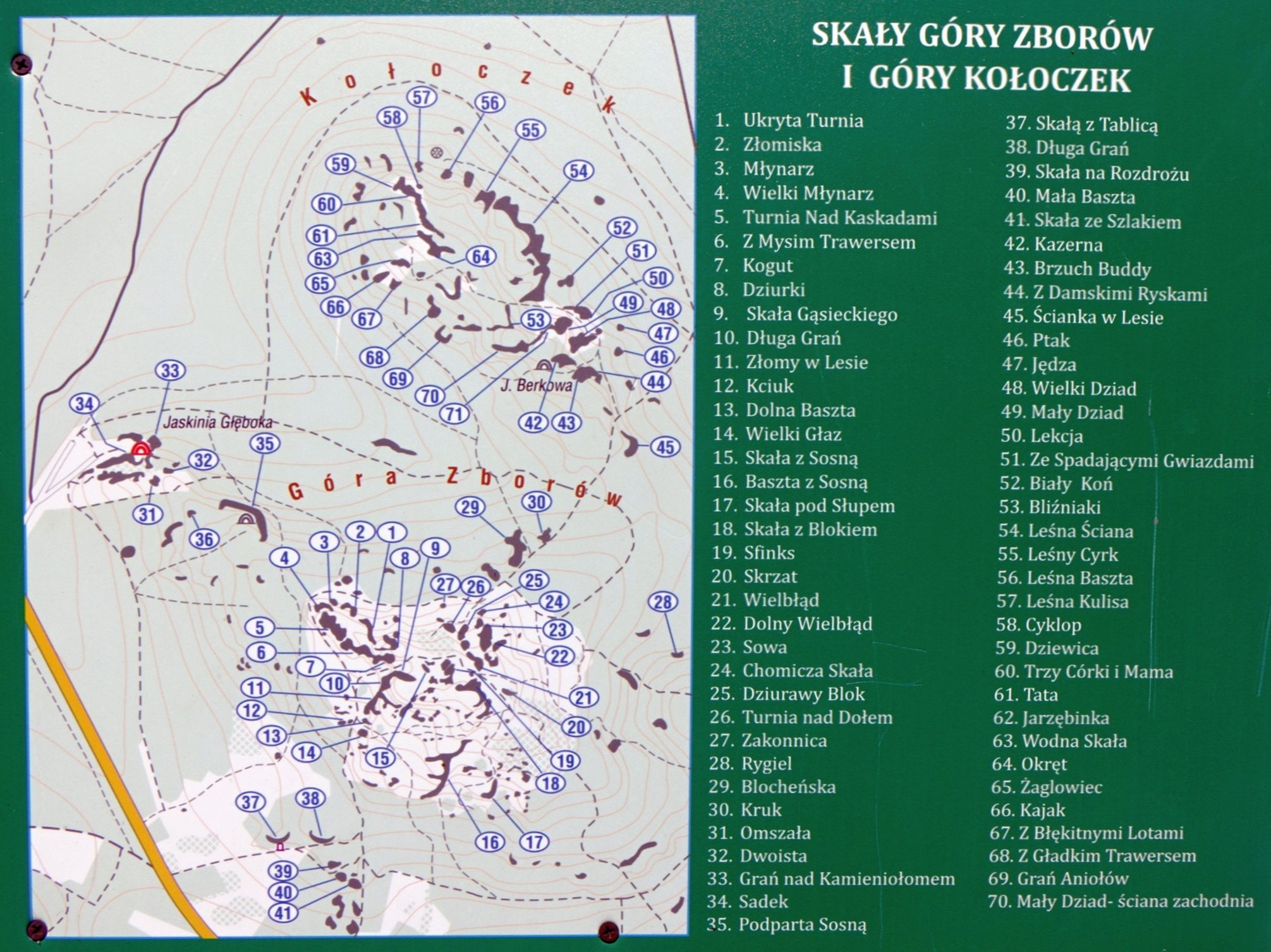
Skały Góry Zborów i Kołaczyka

Wielbłąd – skała na wzniesieniu Góra Zborów w miejscowości Kroczyce w województwie śląskim, w powiecie zawierciańskim, w gminie Kroczyce. Wzniesienie to należy do tzw. Skał Kroczyckich i znajduje się w obrębie rezerwatu przyrody Góra Zborów na Wyżynie Częstochowskiej.
Wielbłąd to wapienna skała znajdująca się na otwartym terenie w północno-wschodniej części zgrupowania skał Góry Zborów. Jej lokalizację pokazuje tablica zamieszczona przy wejściu do rezerwatu przyrody Góra Zborów. Skała znajduje się w obrębie rezerwatu przyrody, ale przy zachowaniu określonych warunków dopuszczalna jest na niej wspinaczka skalna. Ma wysokość 15–25 m i połogie, pionowe lub przewieszone ściany. Są w nich takie formacje skalne, jak filar, komin i zacięcie. Wspinacze skalni poprowadzili na nich 25 dróg wspinaczkowych o wystawie zachodniej lub wschodniej i trudności od II do VI.2+ w skali Kurtyki.
Wielbłąd i Dolny Wielbłąd to jedne z najbardziej rozpoznawalnych skał na Górze Zborów. Wśród wspinaczy skalnych cieszą się niewielką popularnością, ale zwykle są oblężone, odbywają się bowiem na nich kursy wspinaczki skalnej. Kursanci uczą się tutaj zakładania asekuracji, z tego też powodu na skale brak stałych punktów asekuracyjnych. Oprócz łatwych dróg dla adeptów są na nich też drogi trudniejsze. Przejście niektórych dróg z dolną asekuracją do tej pory jest poważnym wyzwaniem ze względu na ograniczone możliwości założenia punktów asekuracyjnych (na drogach tych przy stopniu trudności dodano literę W).
Po prawej stronie na przedłużeniu Wielbłąda znajduje się skała Minogi, a za nią Dolny Wielbłąd.

## Drogi wspinaczkowe
1. Lewy komin; II, trad, nie wystarczą same ekspresy
2. Możliwość
3. Możliwość
4. Droga normalna; IV, trad, nie wystarczą same ekspresy
5. Direttissima Wielbłąda; VI W, trad, nie wystarczą same ekspresy
6. Passage cardiac; VI+W, trad, nie wystarczą same ekspresy
7. Łowca jeleni; VI.2+, trad, nie wystarczą same ekspresy
8. Kuluar na Mniszka; II, trad, nie wystarczą same ekspresy
9. Przez kapliczkę; VI, trad, nie wystarczą same ekspresy
10. Prawy kuluar; IV, trad, nie wystarczą same ekspresy
11. Komin Wielbłąda; V, trad, nie wystarczą same ekspresy
12. Środkiem ściany; IV, trad, nie wystarczą same ekspresy
13. Epidemia; VI+, trad, nie wystarczą same ekspresy
14. Kominek na poty (Rysa Ghandiego); V, trad, kruszyzna, nie wystarczą same ekspresy[3].

Trawersy;
1. Trawers Minóg (Ser Minóg); V, bulder wzdłuż północno-wschodniej ściany Dolnego Wielbłąda (po dziuplach)
2. Grań Wielbłądów (od Dolnego Wielbłąda po Małego Wielbłąda); II – III[5].

## Piesze szlaki turystyczne
Obok Wielbłąda prowadzą 2 szlaki turystyczne.
 Szlak Orlich Gniazd: Góra Janowskiego – Podzamcze – Karlin – Żerkowice – Morsko – Góra Zborów – Zdów-Młyny – Bobolice – Mirów – Niegowa.
 Szlak Rzędkowicki: Mrzygłód – Myszków – Góra Włodowska – Rzędkowickie Skały – Góra Zborów (parking u stóp góry)